# Paul Charavel
Paul Frédéric Antoine Charavel, né à Marseille le 2 avril 1877 et mort au Vésinet le 16 mai 1961, est un peintre français.
Il a notamment peint de nombreux paysages des alentours de Saint-Tropez et réalisé des fresques religieuses essentiellement dans l'Aisne. Il se distingue en particulier par ses scènes de baignade et rend un hommage permanent à la lumière.

## Biographie
Paul Charavel est en 1896 élève de l'École des beaux-arts de Bordeaux avant d'être l'élève de Léon Bonnat et d'Albert Maignan à l'École nationale supérieure des beaux-arts de Paris. Après un séjour en Espagne en 1903 où les photographies qu'il réalise à Ávila demeureront citées comme remarquables, il s'installe à l'« Oustalet des pescadous », propriété voisine de Saint-Tropez (elle deviendra ensuite la propriété d'Henri Manguin) où il côtoie Paul Signac, Henri Matisse et Albert Marquet.
Après la Première Guerre mondiale, Paul Charavel s'installe pendant quelques années à Saint-Quentin, exécutant, dans le sillage des travaux de son frère Jean Charavel (1881-1957), architecte de la reconstruction, des fresques murales et des vitraux pour des églises du département, les deux frères contribuant de la sorte ensemble, par la reconstruction une et entière de villages complètement rasés, à façonner des modèles de nouveaux lieux de vie, modernes et animés. La Société académique de Saint-Quentin évoque un Portrait de Jean Charavel peint par son frère Paul.
Paul Charavel devint aveugle au soir de sa vie.

## Famille
La famille de Paul Charavel est originaire du hameau de Charavel (commune de Sabran (Gard)). Son épouse, née Germaine Jubiot, était également originaire de la commune et également peintre : leurs deux noms apparaissent ainsi dans le catalogue du Salon d'hiver en 1947. Le couple a eu deux filles, dont Josette (1916-1956, violoniste), qui épousera Jacques Bugard (1919-2006), violoniste, altiste, directeur de Conservatoire et compositeur de musique sacrée), environnement familial auquel se rattache une très rare nature morte de Paul Charavel, Nature morte au violon, conservée au musée des beaux-arts de Liège.

## Expositions personnelles
- Gemälde-Galerie Abels, Cologne, mars-mai 1974.

## Vente publique
- Vente de l'atelier Paul Charavel, Paris, hôtel Drouot, 24 mai 1967.

## Œuvres
L’essentiel des peintures et dessins de Paul Charavel fait partie de collections privées comme celle de l'altiste Maurice Vieux, ami de Josette Bugard-Charavel. Le musée des Beaux-Arts de Menton (Ávila), le musée d'Art moderne et contemporain de Saint-Étienne Métropole, le musée Fabre de Montpellier, le musée des Augustins de Toulouse (Paysage de la baie de Saint-Tropez, 114x146cm, 1935), le musée des Beaux-Arts de Liège (Nature morte au violon, 65x92cm) conservent des toiles de l’artiste.
Paul Charavel a réalisé de nombreux dessins au crayon noir, à la mine de plomb, au fusain, et des lithographies.

### Contributions bibliophiliques
- Bernardin de Saint-Pierre, Paul et Virginie suivi de La chaumière indienne, dessins coloriés à l'aquarelle par Paul Charavel, Paris, Éditions Nilsson, Collection « Lotus », 1928.
- André Geiger, « La Côte de Provence - Aspects du Golfe à Saint-Tropez », huit illustrations de Paul Charavel, L'Illustration, journal universel - L'automobile et le tourisme, n°4727, 1933.

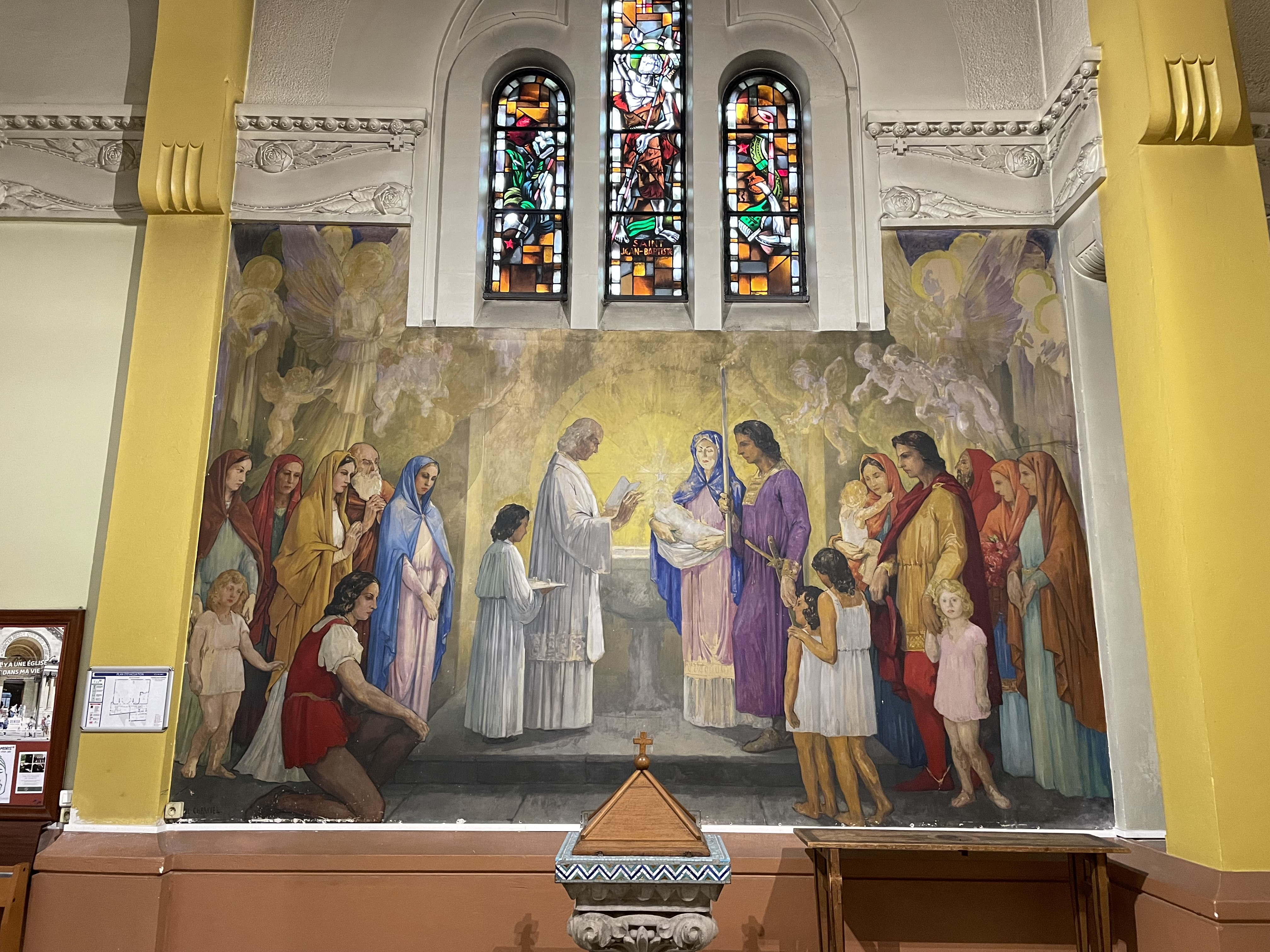
Église Saint-Dominique de Paris, Baptême de Saint Dominique

### Œuvres religieuses
- Chemin de Croix dans l'église Saint-Rémy de Roupy, peint entre 1925 et 1926[5].
- Chemin de Croix, près[Où ?] de Saint-Paul-de-Vence.
- Baptême de saint Dominique, derrière les fonts baptismaux de l'église Saint-Dominique de Paris[12], peinte en 1943.
- Vitraux des églises de Vermand (église Sainte-Marguerite, classés monument historique), Foreste (église Saint-Quentin)[5], Jussy, Vendelles dans l'Aisne.

## Réception critique
- « Ce Marseillais donne à son impressionnisme une certaine solidité, le soleil fort cerne et sculpte ses volumes. » - Gérald Schurr[13]
- « Ses scènes de genre et surtout de baignades prennent un caractère solide, grâce à la lumière qui souligne les formes. » - Dictionnaire Bénézit[14]

## Récompenses
Au Salon des artistes français, dont il est devenu sociétaire en 1901 :
- 1902 : mention honorable ;
- 1907 : médaille de troisième classe pour le tableau Ávila, conservé au musée des Beaux-Arts de Menton ;
- 1927 : médaille d'or ;
- 1943 : Prix Jean-Jacques-Henner.